# Кучков, Борис Петрович
Борис Петрович Кучков (1919—2004) — российский учёный-химик, лауреат Ленинской премии (1960).

## Биография
Родился 29 апреля 1919 года.
В 1950—1960-е гг. главный инженер, затем начальник управления химической и нефтеперерабатывающей промышленности Сталинградского облисполкома (с 1958 совнархоза).
Один из организаторов промышленного выпуска зарина в Сталинграде на заводе № 91.
С 1966 г. доцент кафедры химической технологии Волгоградского политехнического института. Проводил исследования в области синтеза и модификации полимеров на основе винилхлорацетата.
Кандидат технических наук.

## Награды и звания
Лауреат Ленинской премии 1960 года (в составе коллектива) — за организацию разработки и освоения промышленного производства фосфорорганического ОВ зарина.
Награждён орденами и медалями.